# Colias erschoffi
Colias erschoffi är en fjärilsart som beskrevs av Alphéraky 1881. Colias erschoffi ingår i släktet Colias och familjen vitfjärilar. Inga underarter finns listade i Catalogue of Life.

## Bildgalleri

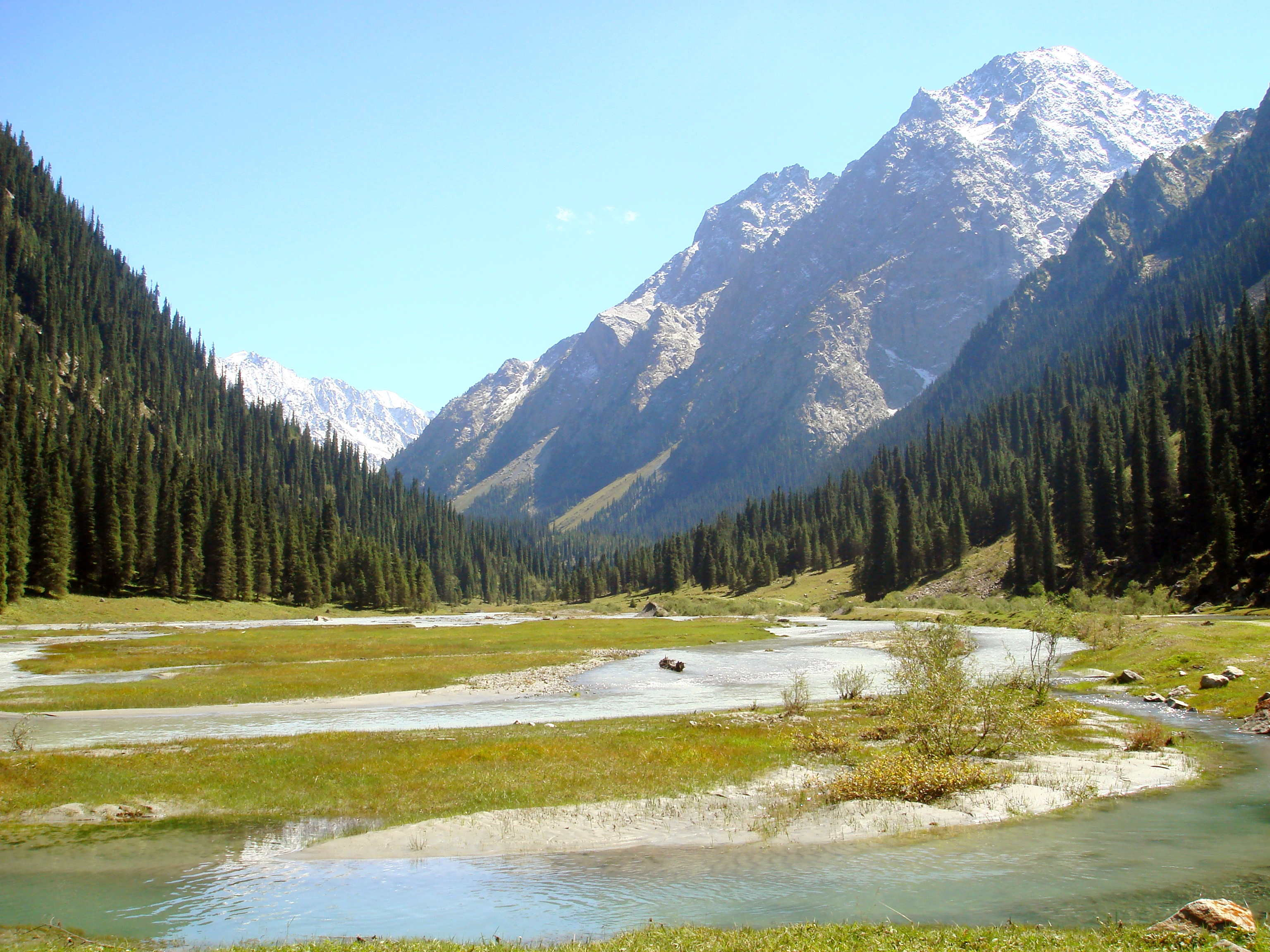